# فيلار دي لا إنسينا
بلدية فيلار دي لا إنسينا (بالإسبانية: Villar de la Encina)‏، هي إحدى بلديات مقاطعة قونكة إحدى مقاطعات إسبانيا، و التي تقع في منطقة قشتالة لا منتشا وسط البلاد, و المائلة لجهة الشرق من إسبانيا.
يبلغ عدد سكانها 196 نسمة وفقاً لإحصائية سنة (2007).